# 原力-85发动机
原力-85是由中华人民共和国民营航天公司东方空间研制的一款液氧煤油火箭发动机，推力可调节，是未来引力-2号和引力-3号的主要发动机。